# Gen reportero

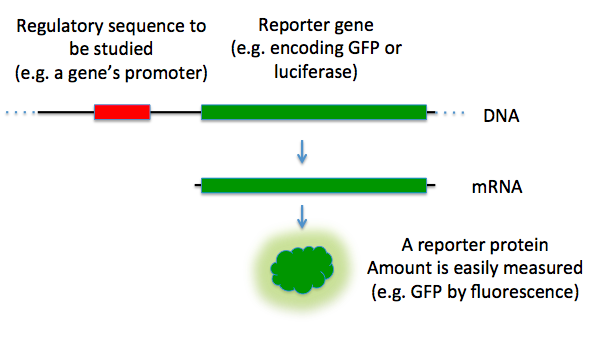
Empleo de un gen reportero para el estudio de una secuencia reguladora.

En biología molecular, un gen reportero (llamado a menudo sólo como reportero) es un gen que los investigadores vinculan a una secuencia regulatoria de otro gen de interés en bacterias, cultivos celulares, animales o plantas. Ciertos genes son elegidos como reporteros porque las características otorgadas por el gen en la expresión de los organismos los hacen fáciles de identificar y medir, o porque son marcadores seleccionables. Los genes reporteros son usualmente usados para indicar si un determinado gen ha sido tomado o expresado en la célula o una población de organismos.
Genes reporteros comunes
Para introducir un gen reportero dentro de un organismo, los científicos colocan el gen reportero y el gen de interés en la misma construcción de ADN (creada artificialmente) para ser insertado dentro de la célula o el organismo. Para células procariotas o bacterias en cultivo, esto es usualmente en forma de una molécula de ADN circular llamada plásmido. Esta es importante como gen reportero que no es nativamente expresado en la célula u organismo bajo el estudio.
Comúnmente  son usados genes reporteros que provocan características visualmente identificables que implican proteínas luminescentes y fluorescentes.Algunos ejemplos incluyen un gen que codifica para la proteína verde fluorescente de medusa (GFP, green fluorescent protein), la cual provoca que en las células que la expresan resplandezcan con color verde bajo una luz azul, la enzima luciferasa, la cual cataliza una reacción con la luciferina para producir luz, y la proteína fluorescente roja del gen dsRed.
Un reportero común en bacterias es el gen E. coli lacZ, el cual codifica para la proteína beta-galactosidasa.
- Datos: Q8963711